# Janine M. Otálora Malassis
Janine Madeline Otálora Malassis (Ciudad de México, México, 10 de enero de 1958) es una abogada que se desempeña como magistrada de la Sala Superior del Tribunal Electoral del Poder Judicial de la Federación (TEPJF) de los Estados Unidos Mexicanos desde noviembre del 2016. Fue designada Presidenta de la Sala Superior el 4 de noviembre del 2016, por un periodo de cuatro años. Sin embargo, el 23 de enero de 2019 renunció a la presidencia del Tribunal y continuó sus labores como Magistrada del Tribunal. Durante su periodo presidiendo el Tribunal Electoral calificó la elección Federal más compleja del país y la concurrencia más alta de procesos hasta el momento. 

## Estudios
Estudió el bachillerato en economía en el Liceo Franco Mexicano (1977), la licenciatura en Derecho en la Universidad Nacional Autónoma de México (1978-1982), el Diplomado en Estudios Profundizados en Sociología Política en la Universidad de la Sorbona (1982-1983) y el doctorado en ciencias políticas en la Universidad de la Sorbona. En esta última, presentó la tesis Los senadores en la IV y V Repúblicas: hacia una profesionalización política, y obtuvo mención honorífica.[cita requerida]

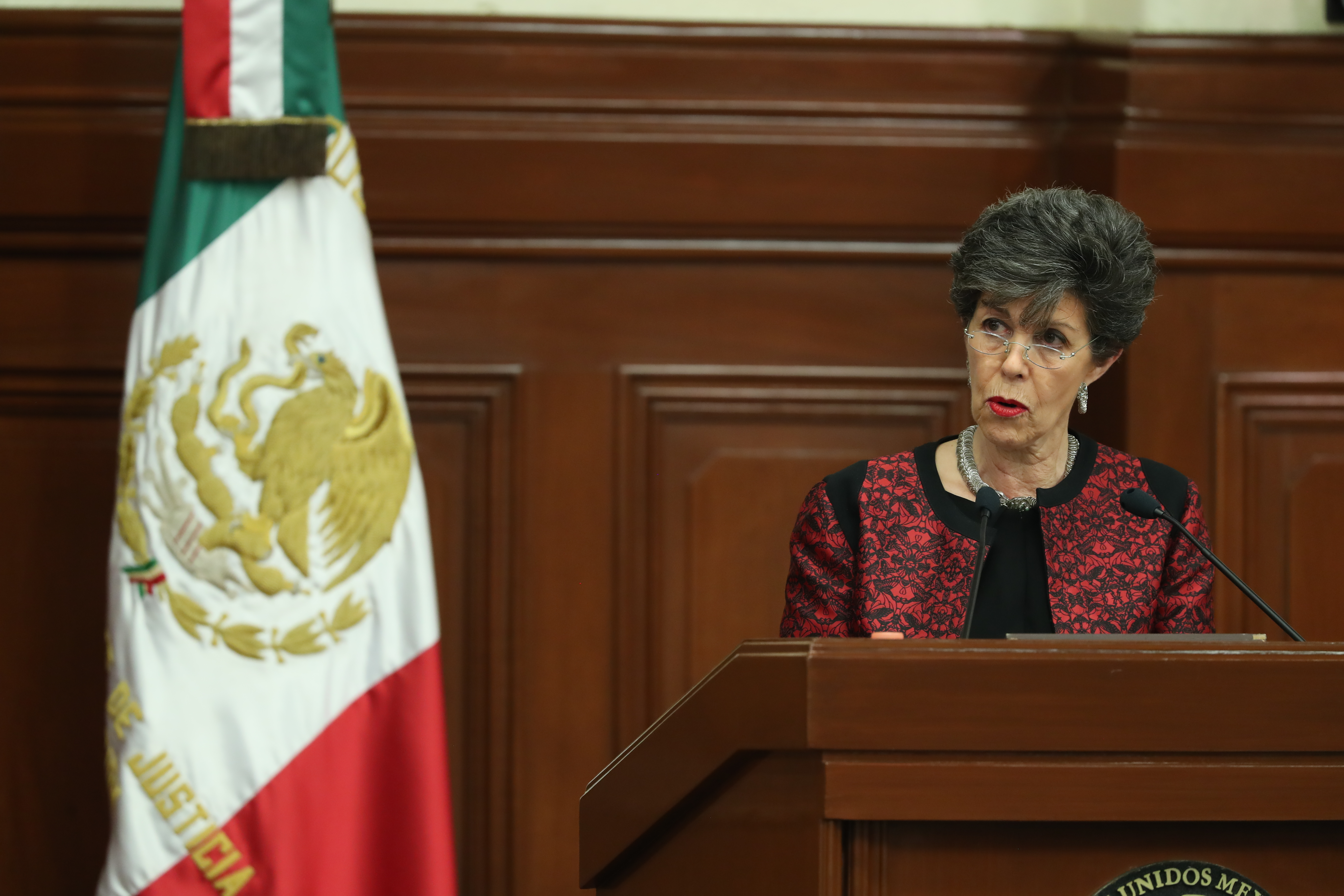
Magistrada Janine Otálora Malassis durante el Informe de Labores 2017-2018 (13 de noviembre de 2018)

## Actividad profesional

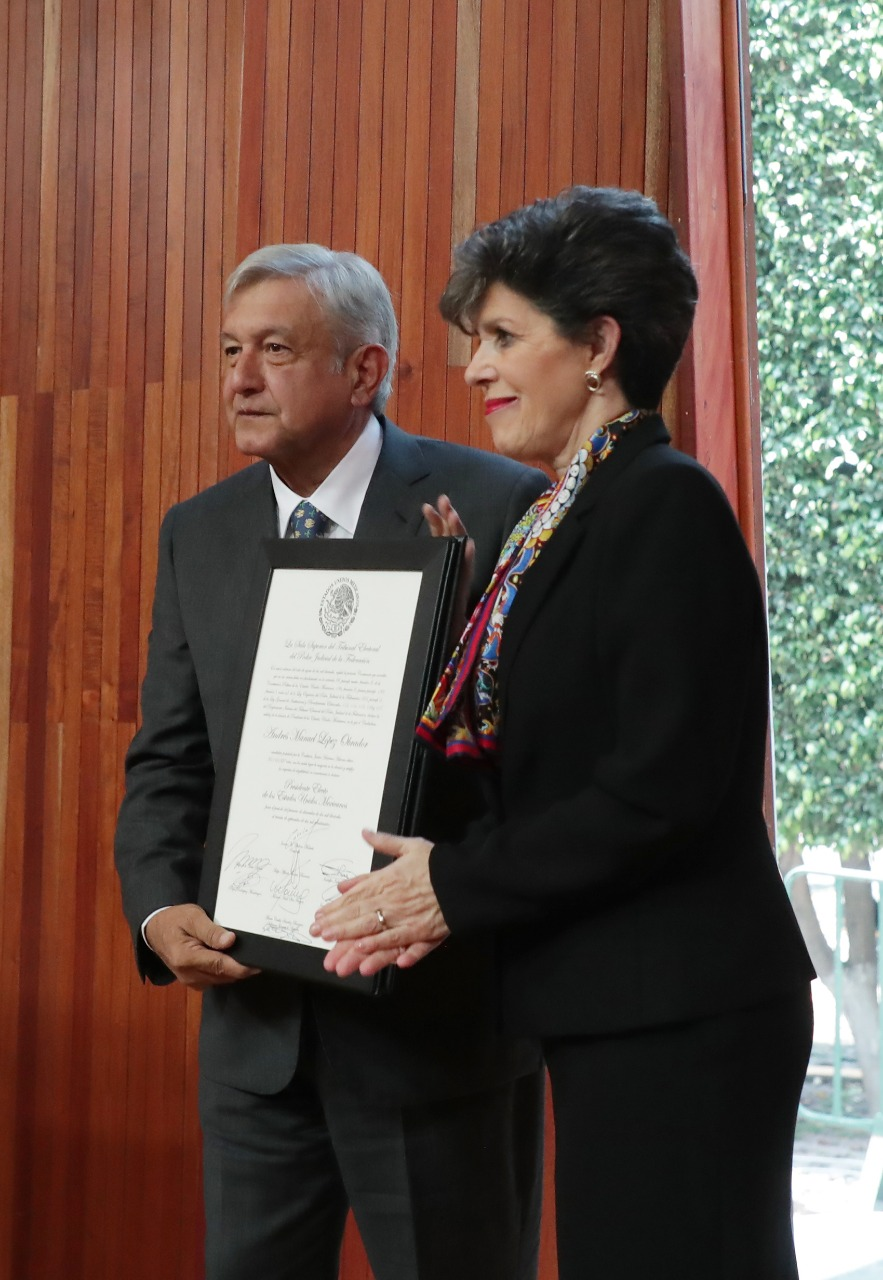
Entrega de Constancia de Mayoría al Presidente Electo Andrés Manuel López Obrador

Janine M. Otálora Malassis colaboró en el Departamento de Publicaciones del Centro de Estudios Monetarios Latinoamericanos (CEMLA) entre 1977 y 1980, fue asesora jurídica del Centro de Documentación Legislativa Universitaria de la Universidad Nacional Autónoma de México (1980-1982), colaboradora en el Bufete de Asesoría A.M.G. Consultamos (1988), asesora legislativa del Grupo de Senadores Republicanos e Independientes del Senado de Francia, en París (1988-1991) y coordinadora de asesores legislativos de la misma institución (1991-1996).[cita requerida]
Se desempeñó como Secretaria Técnica de Ponencia en el Consejo de la Judicatura Federal (CJF) (1996-2006), como Secretaria Instructora de la Ponencia del Magistrado Manuel González Oropeza de la Sala Superior del Tribunal Electoral del Poder Judicial de la Federación (TEPJF (2006-2013), como Magistrada Presidenta de la Sala Regional Ciudad de México del TEPJF (2013-2016) y como directora general de la Defensoría Pública Electoral para Pueblos y Comunidades Indígenas desde marzo del 2016. A propuesta de la Suprema Corte de Justicia de la Nación (SCJN), el Senado de la República la eligió Magistrada Electoral de la Sala Superior del Tribunal Electoral del Poder Judicial de la Federación, por un periodo de nueve años que dio inicio el 4 de noviembre del mismo año, fecha en que fue elegida por sus pares como presidenta de ese órgano jurisdiccional en materia electoral.
Durante su gestión como Presidente del Tribunal Electoral del Poder Judicial de la Federación fue capaz de hacer frente al proceso electoral en el que se calificó la elección de más de 18 mil cargos, y de hacerlo sin errores ni contratiempos significativos. La Magistrada Otálora entregó la Constancia de Mayoría al Presidente Electo Andrés Manuel López Obrador.

## Controversias
Durante el periodo electoral 2017-2018 el Tribunal Electoral del Poder Judicial de la Federación se vio inmerso en discusiones respecto a las decisiones tomadas.
La entonces Magistrada Presidenta Janine Otálora (enlace roto disponible en Internet Archive; véase el historial, la primera versión y la última)., resaltó durante su periodo la importancia de las críticas: “Estas tensiones son inevitables en un Estado constitucional que pretende garantizar el equilibrio entre los poderes y pueden verse reflejados en los debates públicos, con frecuencia ríspidos, pero que son reflejo saludable del sistema de pesos y contrapesos.”
A pesar de las discusiones, durante su informe 2017-2018 la Magistrada destacó varios logros.
Con su renuncia el 23 de enero de 2019 diversos actores políticos como la Senadora Martha Tagle, Tatiana Clouthier, Ricardo Raphael, Lorenzo Córdova, Marco Baños, Pamela San Martín, Dania Ravel Javier Acuña, así como tribunales locales como el Tribunal Electoral de Chiapas y Oaxaca e incluso organismos internacionales como ONU Mujeres mostraron apoyo y reconocimiento a la Magistrada.

## Criterios relevantes durante su gestión
Uno de los asuntos más interesantes y relevantes, tuvo que ver con los registros de candidaturas de las personas transgénero y el cumplimiento de la paridad. Los cuestionamientos que surgieron a partir de registros de algunas candidaturas en el ámbito municipal en Oaxaca reflejaban la preocupación por la posible manipulación o incumplimiento a cabalidad con el principio constitucional, quitando espacios a las mujeres. De ahí que pugnaban por negar este derecho, o bien, exigir pruebas de cambio de sexo realizado por las personas que pretendan ser postuladas como género distinto al legalmente reconocido. Por supuesto, un dilema de esta naturaleza no fue previsto por la normativa electoral. 
Al respecto, el Tribunal Electoral estableció que la manifestación de pertenencia a un género es suficiente para justificar la auto-adscripción de una persona, por lo que ninguna autoridad está facultada para solicitar prueba alguna. Sin embargo, dada la obligación del Estado de proteger la paridad entre hombres y mujeres en la postulación de las candidaturas, consideró que debe evitarse una simulación en la manifestación de género o de la auto-adscripción. Por ello se sostuvo que las autoridades electorales deben hacerse cargo de la posibilidad de un mal uso de la autoadscripción, para no permitir que una reivindicación tan importante como la identidad trans se utilice de manera engañosa para cumplir con el principio constitucional de paridad. 
Cabe señalar que el principio de autoadscripción es aplicable también a los integrantes de las comunidades indígenas, a quienes es suficiente declarar la pertenencia para recibir el trato preferencial de la justicia electoral. La única excepción para la cual el TEPJF aprobó la autoadscripción calificada es la postulación de candidatos indígenas en los 13 distritos electorales definidos por la Sala Superior, con el objetivo de garantizar la autenticidad de estas postulaciones. 
Esta decisión contribuyó a fortalecer la representación efectiva de las comunidades indígenas en 13 distritos electorales federales, en los que la población indígena es mayor al 60%. Ojalá más adelante podamos contar con estudios detallados que analicen cómo se dio cumplimiento a la cuota indígena y qué efectos se han producido a partir de la misma para las comunidades, partidos políticos y el órgano legislativo.   
En cuanto a la población indígena, emitimos otro criterio relevante, en el que la Sala Superior garantizó el derecho de las personas indígenas desplazadas de su comunidad de origen y que vivían en un campamento temporal de poder votar en las elecciones federales y locales. Ante la falta de respuesta del INE a la solicitud realizada por esas personas, hemos indicado que el Instituto debía verificar si estas personas cumplían con los requisitos para votar y, de ser así, le indicamos que debe instalar casillas especiales para atender a esa población. 
También hemos trabajado para garantizar la representación política de las mujeres. En aras de dar mayor efectividad al principio constitucional de paridad de género, partiendo de que la reelección es una modalidad del derecho humano a ser votado, hemos determinado que este debe armonizarse con la paridad, para que la participación de las mujeres no se vea mermada so pretexto de la reelección de los varones. Para ello, un partido político debe, en primer lugar, definir a qué personas pretende postular de nueva cuenta, y acomodar las candidaturas restantes en función de esta decisión, respetando las reglas de paridad.   
Confirmamos el criterio del INE consistente en que la lista de candidaturas a senadurías de representación proporcional, así como al menos 3 de las 5 listas de candidaturas a diputaciones, deben ser encabezadas por fórmulas de mujeres. Estas decisiones permitieron que ambas Cámaras del Congreso de la Unión estén hoy integradas de manera paritaria. 
Con el mismo compromiso hacia la igualdad y paridad, establecimos que los partidos políticos que no tengan ya mujeres en sus listas, por cualquier razón, no tendrán derecho a que se les asignen curules por el principio de representación proporcional, para evitar el fraude a la ley con renuncias colectivas de mujeres, una vez votadas. 
También determinamos que los funcionarios sancionados por violencia política de género, con sentencia definitiva incumplida, no pueden ser candidatos a la reelección.  
Asimismo, en aras de proteger y fortalecer los derechos políticos de las personas con discapacidad, resolvimos que en la integración de los órganos políticos se debe garantizar la inclusión de estos candidatos, para que este grupo vulnerable tenga una representación real.
En el ámbito de la reparación integral del daño hemos definido el procedimiento tratándose de discriminación o violencia política de género. 
Finalmente, en materia de candidaturas independientes, podemos destacar la reducción del porcentaje de apoyos ciudadanos y ampliación de plazo para obtenerlos en caso de la elección municipal de Puebla; validación del uso de una aplicación móvil para recolectar los apoyos exigidos por la ley, con la aceptación de un régimen de excepción para los municipios con bajo acceso a los servicios de telefonía móvil; o elevación los montos máximos de financiamiento para las candidaturas independientes, de tal suerte que, juntando estas aportaciones con el financiamiento público, pudieran alcanzar el tope de gastos de campaña y, con ello, poder desplegar campañas en mejores condiciones frente a los partidos políticos.

## Publicaciones
- “Sistema judicial francés”, Homenaje a Jean Claude Colliard, Tomo II, Tribunal Electoral del Poder Judicial de la Federación, 2016, pp. 123-141.
- “La evolución del principio constitucional de la paridad de género en la jurisprudencia”, Quid Iuris, núm. 31, diciembre de 2015-febrero de 2016, del Tribunal Estatal Electoral de Chihuahua.
- “Construyendo la ciudadanía de las mujeres a través de la paridad”, Igualdad, Consejo de la Judicatura Federal, México, año 2, núm. 5, enero-abril de 2015.
- Debates políticos y medios de comunicación. Colección de temas selectos de Derecho Electoral, Tribunal Electoral del Poder Judicial de la Federación, México, 2014.
- “Democracia representativa y reforma política”. Monitor Democrático 2013-2, Democracia representativa electoral en México ¡federalista! O ¿centralista?. TEEM/UNAM/ COPUEX. México, 2013, pp. 99-111.
- “El derecho de réplica”, en Derechos humanos en la Constitución: comentarios de jurisprudencia constitucional e interamericana. Suprema Corte de Justicia de la Nación/Universidad Nacional Autónoma de México/Konrad Adenauer Stiftung, México, 2013.
- “La justicia electoral en Francia”, en Derecho electoral. Obra jurídica enciclopédica. México: Editorial Porrúa/Escuela Libre de Derecho, 2012.
- Constitution politique des États-Unis du Mexique. Revisión de la actualización de la traducción al francés. Suprema Corte de Justicia de la Nación, 2010.
- El control de legalidad y de constitucionalidad en Francia. México, Editorial Porrúa, 2009.
- Coautora, con Elvia Díaz de León, de "La evolución del perfil socio-profesional de los jueces de distrito y magistrados de circuito: hacia una profesionalización judicial". En Judicatura e impartición de justicia en México. México, Editorial Porrúa, 2008.